# Arremesso de celular
O arremesso de celular é um esporte praticado mundial que teve início na Finlândia no ano 2000. É um esporte em que os participantes devem arremessar telefones celulares e passam por avaliação por distância ou técnica. O recordista mundial é Dries Feremans, com um lançamento oficial do Guinness World Record de 110m 42 cm.
Geralmente, existem quatro categorias no esporte:
- Original (também chamado de "Tradicional"): um arremesso por cima do ombro no qual a maior distância vence (melhor de três)
- Freestyle: os competidores ganham pontos por estética e criatividade.
- Equipe original: até três competidores têm um lance cada um com suas pontuações somadas
- Junior: para crianças de doze anos ou menos

Os telefones usados variam não apenas por eventos, mas por concorrentes, sendo recomendável qualquer telefone com peso acima de 220 gramas. Em alguns eventos, a escolha vai de acordo com a preferência pessoal dos modelos fornecidos pelos organizadores do evento, enquanto outros fornecem um único modelo de telefone.

## Regras
O patrocinador fornece os telefones usados no Campeonato Mundial de Arremesso de Celular. Há vários tipos diferentes de telefones, que pesam entre 220g e 400g. Cada concorrente pode escolher entre qualquer um destes telefones. Durante o lançamento, o competidor deve permanecer dentro da sua área. Se o lançador pisar na área, o arremesso não será válido. O telefone deve pousar dentro do seu setor de lançamento. O júri oficial da competição poderá aceitar ou desqualificar o arremesso. Além disso, não há teste de drogas, porém se o júri acreditar que o competidor não tem capacidade mental ou física para arremessar, ele não o deixará. As decisões do júri também são finais e não podem ser contestadas.
1. Regras para Juniores: Lançamento tradicional acima do ombro apenas para crianças de 12 anos ou menos (é necessário apresentar documento de identidade se solicitado). Vence quem conseguir arremessá-lo à maior distância, um arremesso por competidor
2. Regras para Freestyle: Sem limite de idade, equipe e séries individuais, as equipes podem ser compostas por homens ou mulheres, no máximo 3 pessoas por equipe. O estilo e a estética serão julgados. A aparência geral é crucial, o júri de 3 irá avaliar o desempenho, a nota é de 1 a 6 pontos. O competidor que tiver a maior pontuação vence, sendo um lance por competidor.
3. Regras para o Original: Lançamento tradicional acima do ombro. Só é contada a duração do arremesso, quem conseguir arremessar o celular à maior distância é o vencedor, sendo um arremesso por competidor, série própria para homens e mulheres
4. Regras para o Team Original: Arremesso tradicional acima do ombro, no máximo 3 pessoas por equipe. As equipes podem ser de homens ou mulheres, as pontuações dos membros da equipe serão somadas e a maior pontuação ganha um lance por competidor.[4]

## História
O arremesso de celular se tornou popular quando foi organizado pela primeira vez no ano 2000 em Savonlinna, na Finlândia, organizado por uma empresa de tradução e interpretação Fennolingua. Seu pessoal multinacional e muitos atletas jogaram fora suas frustrações junto com os telefones celulares. Os centros de reciclagem locais estiveram junto para recolheram todos os resíduos tóxicos. O Campeonato Mundial de Arremesso de Celular é organizado anualmente desde 2000 em Savonlinna, no final de agosto. Todo o interesse internacional pelos campeonatos levou à realização de campeonatos nacionais oficiais em toda a Europa. Os primeiros campeonatos nacionais foram organizados em Trondheim, na Noruega, em junho de 2004. O primeiro prêmio foi uma viagem para o Campeonato Mundial em Savonlinna, na Finlândia. Em fevereiro de 2005, ocorreram os primeiros campeonatos de inverno em Stoos, na Suíça. Os vencedores das categorias Original e Freestyle ganharam viagens ao Campeonato Mundial em Savonlinna. Os primeiros campeonatos alemães foram organizados em junho de 2005 no norte da Alemanha. As pessoas também podiam comprar um novo celular no Campeonato. O vencedor ganha um novo celular. Os arremessadores e a mídia internacional demonstraram muito interesse e todos os anos os campeonatos reuniam uma grande variedade de nacionalidades em Savonlinna para arremessar telefones celulares.
A Lawrence University sediou um arremesso de telefone de disco em 2005, 2006 e 2007. Esta competição tem regras semelhantes ao lançamento do celular, porém com telefones rotativos.

## Reciclagem
A Nokia, que foi uma das gigantes da telefonia celular do mundo, tem sua sede na Finlândia. A organizadora líder Christine Land se inspirou para criar o evento em 2000. No primeiro evento, uma seguradora líder na Finlândia patrocinou o evento para contribuir com a reciclagem. De acordo com as companhias de seguros, existem muitos telefones celulares espalhados por milhares de lagos ao redor da Finlândia. Muitos telefones são devolvidos às lojas de suas operadoras de celular na troca de um modelo novo; no entanto, outros são descartados em vez irem para a reciclagem e se tornam resíduos tóxicos. A bateria do celular pode se tornar um lixo tóxico e exige os cuidados adequados.
Milhões de telefones são substituídos mundialmente em favor de novos. Cerca de 70 por cento do total de resíduos em aterros sanitários é composto de sucatas de eletrônicos. A reciclagem desses eletrônicos não é uma grande prioridade em muitos lugares do mundo. Muitos dos telefones celulares que usamos atualmente contêm produtos como plástico e metal, que são facilmente recicláveis. Com a reciclagem, estes materiais auxiliam facilmente na economia de energia. Quando esses metais e plásticos vão para aterros, eles causam a poluição do ar e a contaminação de parte de nossa água potável.
O chumbo, que vem no revestimento do celular, é um elemento tóxico que causa vários danos à saúde em níveis elevados. Quando o lixo eletrônico é queimado, pode produzir gases tóxicos bastante perigosos. A reciclagem de telefones celulares é uma questão fundamental que as seguradoras que patrocinam os campeonatos de arremesso de celulares tem consciência.

## Campeonatos mundiais e nacionais
O Campeonato Mundial de Arremesso de Celular é realizado todos os anos desde 2000 em Savonlinna, na Finlândia. A primeira competição nacional foi realizada em Trondheim, na Noruega, em junho de 2004, com vários outros países europeus também realizando seus próprios eventos. Os primeiros campeonatos de inverno foram realizados em Stoos, na Suíça, em fevereiro de 2005. Geralmente, o prêmio para o primeiro lugar em uma competição nacional é a participação nos campeonatos mundiais, e o grande prêmio conquistado em um campeonato mundial é um novo telefone celular. Muitos eventos têm apoio de organizações de reciclagem de telefones celulares e que fazem a reciclagem dos mesmos.
No Reino Unido, os campeonatos são realizados no mês de agosto e organizados pela 8th Day UK Ltd. O primeiro evento, em 2005, foi realizado no Richmond Golf Driving Range, e o evento de 2006 no Tooting Bec Athletics Track, em Londres. A ActionAid Recycling esteve presente no evento para aumentar a conscientização sobre a reciclagem de telefones celulares e arrecadou dinheiro da doação de telefones nos primeiros dois anos, mas devido ao envolvimento de um cassino (Golden Palace) no evento de 2007 e as associações que este teria em relação à caridade, não estão mais envolvidos.
Em 2007, o evento do Reino Unido foi realizado no Old Hamptonians Rugby Club em 12 de agosto, com lançamentos de 3,70 m a 95,83 m, se tratando de um novo recorde mundial não oficial. O vencedor masculino foi Chris Hughff e o feminino foi Jan Singleton, ambos conquistando com sucesso seus títulos de 2006. Também houve lançamentos registrados por um pinguim e um gorila, solicitando uma nova categoria - fantasias – que foi incorporada em 2008.  A competição de 2008 foi realizada no mesmo local, com Jan Singleton em busca de seu título e Jeremy Gallop a favor do título masculino. Madeleine James alcançou a marca para a Categoria Sub 3 de 1,57 m.
O campeonato mundial de 2007 foi em Savonlinna, como de costume. O vencedor do evento de estilo livre masculino, Taco Cohen, da Holanda, venceu ao inovar fazendo malabarismo e acrobacias.
Em 2009, o evento do Reino Unido passou a acontecer no Battersea Park Athletics Stadium, com Jeremy Gallop (89,10 m) conquistando seu título e Julia Geene (33,40 m) vencendo o evento feminino. Peter Yates estabeleceu um novo recorde de 75,20 m, e Oliver James estabeleceu um recorde Sub 2 de 2,05 m. O evento de fantasias foi vencido por Morph, que fez um arremesso de 54,73 m. O evento foi realizado junto com o Campeonato Mundial de Atletismo de Sumo Suit.
Em 2010, o evento foi novamente realizado junto com o Campeonato Mundial de Atletismo Sumo Suit na pista de Atletismo do Battersea Park. Tanto Jeremy Gallop quanto Julia Geens conquistaram com sucesso seus títulos, fazendo arremessos de 88,51 m e 32,00 m,  respectivamente. No evento masculino, houve o 1º prêmio de um Xbox 360 com patrocínio da BuyMobilePhones.net em um esforço para aumentar a conscientização sobre a reciclagem de celulares.
O evento mundial de 2010 seria realizado em 21 de agosto de 2010, mas não se sabe (ainda) porque foi cancelado.
Em 24 de agosto de 2013, o Campeonato Mundial de Arremesso de Celulares aconteceu em Savonlinna, Finlândia. Mais de oitenta pessoas de seis países diferentes participaram do evento que cresceu muito desde que foi criado, em 2000. O campeão de 2013 da Divisão Tradicional Masculina, Riku Haverinen, lançou seu dispositivo móvel de 220 gramas a impressionantes 97,7 metros (o que equivale ao comprimento de um campo de futebol completo). É uma diferença de cinco metros abaixo do recorde mundial de 102,68 m definido em 2012 por Chris Hughff, da Grã-Bretanha. Em segundo lugar na Divisão Tradicional Masculina, ficou Ikka Aaltonen com 87,88 m, à frente de Otto Sammalisto, que fez 86,09 m. Esses três jogadores de alto desempenho, todos finlandeses, representaram o país anfitrião no Campeonato de 2013. Na Divisão Tradicional Feminina, a campeã Asa Lundgren fez um arremesso 40,41 m, o que surpreendeu mesmo só depois de algumas vezes praticando. A divisão tradicional feminina chegou mais próximo do que a masculina, com o segundo lugar com pontuação de 39,88 m de Louise Van De Ginste, vencedora belga no início do verão de 2013. Van De Ginste ficou à frente da terceira colocada Tanja Pakarinen, que lançou um dispositivo móvel 36,69 m. Novamente, os finlandeses dominaram a competição com duas das três primeiras colocações da Finlândia. A divisão Freestyle foi vencida por Erika Vilpponen, que usou uma bicicleta de circo emparelhada com um arremesso do dispositivo móvel para trás acima do ombro. Foi uma vitória clara para Erika segundo os jurados. Após os campeonatos deste ano, estão em estudo novas divisões para futuros campeonatos.
Outros torneios
Os campeonatos espanhóis acontecem em Tarragona, na Catalunha, durante as comemorações do Carnaval em fevereiro ou março. O torneio de 2009 aconteceu no domingo, 22 de fevereiro, no Francoli Park, em Tarragona.

### Estados Unidos
Em 1º de agosto de 2008, aconteceu nos Estados Unidos o primeiro campeonato nacional em South Hadley, em Massachusetts, no Buttery Brook Park, com o patrocínio da Family Wireless. O evento nos Estados Unidos também foi destinado à reciclagem de telefones celulares.
Houve um segunda edição do concurso de arremesso de celular realizado nos Estados Unidos em 5 de julho de 2009, no Szot Park em Chicopee, em Massachusetts, que também teve o patrocínio da Family Wireless. O finalista da competição americana foi Daniel Taylor de San Diego, na Califórnia. Ele arremessou um iPhone a uma distância de 78,9 jardas (cerca de 72,15 metros).

### República Checa
O primeiro torneio tcheco de arremesso de celulares foi realizado em junho de 2012 pela organização sem fins lucrativos ASEKOL, que faz coleta de resíduos de equipamentos elétricos e eletrônicos. O campeonato foi realizado para conscientizar as pessoas para que separem o lixo elétrico. Aconteceu em Praga e os recordes mundiais foram estabelecidos tanto na categoria masculina quanto na feminina. O recorde masculino foi batido mais tarde em Savonlinna, mas o recorde feminino da República Tcheca ainda é o melhor de sua categoria. Foi estabelecido por Tereza Kopicová, que fez um arremesso de 60,24 metros.

### Listenstaine
O primeiro Campeonato Nacional de Liechtenstein foi realizado em 29 de maio de 2010 na cidade de Ruggell. Eles foram preenchidos conforme as regras finlandesas com as mesmas quatro categorias.
Johannes Heeb venceu na categoria masculina fazendo um arremesso de 74,2 m, e a categoria feminina foi vencida por Stephanie Parusel, com arremesso de 48,5m. Manuel Hug venceu na categoria de juniores com um lançamento de 55,9 m, enquanto a categoria de equipe foi vencida pela equipe "Schulzentrum Unterland", que chegou a 196 m. A equipe era formada pelos dois alunos do 9º ano Mert Dogan e Benjamin Gstoehl e seu professor de esportes Florian Wild, que por sinal fez o arremesso mais longo da competição, com 86,4m. O atual recordista nacional suíço, Dino Roguljic, fez uma aparição "celebridade" e conseguiu fazer um arremesso de 66,2 m.

### Estilo livre
O lançamento de telefone Freestyle é uma competição na qual os competidores entram em um tapete com cerca de 1" de espessura para suavizar o impacto caso o telefone caia. Os jogadores realizam uma série de truques como vários flips, giros, arremessos altos, etc. Se alguém deixar cair o celular, ele ou ela está eliminado, e os juízes recebem sua pontuação partindo desse ponto. Dá-se um minuto para um "tempo de execução" total e, após o minuto, se não deixar cair o telefone, o competidor recebe uma pontuação que vai de 1 a 100. Os modelos incluem telefones padrão, que são gratuitos, a telefones de US$ 50 sem dispositivos móveis, como slide ou flip aberto, ou com o estilo flip padrão aberto. A segunda classe é a classe "Avançada", que inclui telefones com teclados completos, dispositivos de movimento de slides, dispositivos de movimento lateral ou telas sensíveis ao toque. Esta classe é baseada no fato de que, em caso de queda do telefone, há mais consequências, já que os telefones são muito elaborados e/ou caros.

### Bélgica
O primeiro Campeonato Nacional da Bélgica foi realizado em julho de 2006 em Ghent. Desde 2010, a JIM Mobile é a organizadora do evento. O campeão daquele ano teve um arremesso de 62,70 m. O campeão belga de 2011 arremessou a uma distancia de 63,94 m. Mais informações estão no site www.bkgsmwerpen.be[ligação inativa] ou em www.jimmobile.be. Em 27 de agosto de 2014, o arremessador de dardo Dries Feremans bateu o recorde mundial de 110m42 em Kessel-Lo.

### Áustria
Em agosto de 2016, em Korneuburg, o "Internationalen Österreichischen Mobiltelefonweitwurfmeisterschaften" foi organizado pela TW!ne. O vencedor do evento foi Jürgen Eberhart, que arremessou a uma distância de 62,80m. Em setembro de 2017, a Federação Austríaca de Atletismo organizou uma competição durante um dia esportivo público em Viena. 8 jovens lançadores de dardo participaram neste evento e arremessaram iPhones. Adam Wiener venceu a prova arremessando a 92,34m e sua irmã Ivonne arremessou a uma distância de 67,58m.

## Recordes
Os recordes atuais são:
- Recorde mundial masculino - 110.42 m (362.3 ft) Dries Feremans (agosto de 2014).
- Recorde mundial feminino - 67.58 m (221.7 ft) Ivonne Wiener (setembro de 2017)

### Melhores temporadas masculinas
- (Atualizado em junho de 2019)

| Ano  | Distância   | Atleta                | Lugar     |
| ---- | ----------- | --------------------- | --------- |
| 2000 | 48,00       | Erno Riihela (FIN)    | Finlândia |
| 2001 | 57.03       | Ejani Torpo (FIN)     | Finlândia |
| 2002 | 66,72       | Petri Valta (FIN)     | Finlândia |
| 2003 | 66,62       | Samu Santala (FIN)    | Finlândia |
| 2004 | 82,55       | Ville Piippo (FIN)    | Finlândia |
| 2005 | 94,97       | Mikko Lampi (FIN)     | Finlândia |
| 2006 | 92,30       |                       | Londres   |
| 2007 | 95,83       |                       | Londres   |
| 2008 | 85,95       | Jeremy Gallop (RSA)   | Londres   |
| 2009 | 89.10       | Jeremy Gallop (RSA)   | Londres   |
| 2010 | 88,51       | Jeremy Gallop (RSA)   | Londres   |
| 2011 | 76.xx       | Oskari Heinonen (FIN) | Savonlina |
| 2012 | 102,68      |                       | Bélgica   |
| 2014 | 110,42 (WR) | Dries Feremans (BEL)  | Bélgica   |
| 2019 | 79,50       | Paweł Janicki (POL)   | Przemysl  |

### Os dez melhores arremessadores masculinos de todos os tempos
- (Atualizado em junho de 2019)

| Classificação | Marca  | Atleta                      | Lugar     | Data                   |
| ------------- | ------ | --------------------------- | --------- | ---------------------- |
| 1.            | 110,42 | Dries Feremans (BEL)        | Bélgica   | 27 de agosto de 2014   |
| 2.            | 102,68 | Tom Philipp Reinhardt (GER) | Londres   | 21 de julho de 2018    |
| 3.            | 101,46 | Ere Karjalainen (FIN)       | Savonlina | 18 de agosto de 2012   |
| 4.            | 97,34  | Tomáš Benda (CZE)           | Praga     | 5 de junho de 2012     |
| 5.            | 95,59  | Simon Wells (GBR)           | Londres   | 12 de agosto de 2007   |
| 6.            | 94,97  | Mikko Lampi (FIN)           | Savonlina | 27 de agosto de 2005   |
| 7.            | 94,67  | Jeremy Gallop (RSA)         | Savonlina | 18 de agosto de 2012   |
| 8.            | 93,95  | Lucián Berger (CZE)         | Praga     | 5 de junho de 2012     |
| 9.            | 93,33  |                             | Savonlina | 27 de agosto de 2005   |
| 10.           | 92,34  | Adam Wiener (AUT)           | Viena     | 23 de setembro de 2017 |
| 11.           | 90,00  | Ville Piippo (FIN)          | Savonlina | 27 de agosto de 2005   |
| 12.           | 89,62  | Huotari Tommi (FIN)         | Savonlina | 25 de agosto de 2007   |
| 13.           | 89,00  | Lassi Etelätalo (FIN)       | Savonlina | 26 de agosto de 2006   |
| 14.           | 79,50  | Paweł Janicki (POL)         | Przemysl  | 1 de junho de 2019     |

### Recordes nacionais masculinos
- (Atualizado em junho de 2019)

| Distância   | Atleta                      | País           | Ano  |
| ----------- | --------------------------- | -------------- | ---- |
| 110.42 (WR) | Dries Feremans (BEL)        | Bélgica        | 2014 |
| 102.68      | Tom Philipp Reinhardt (GER) | Alemanha       | 2018 |
| 101.46      | Ere Karjalainen (FIN)       | Finlândia      | 2012 |
| 97.34       | Tomáš Benda (CZE)           | Chéquia        | 2012 |
| 94.67       | Jeremy Gallop (RSA)         | África do Sul  | 2012 |
| 93.33       | Bjornbet Sondre (NOR)       | Noruega        | 2005 |
| 92.34       | Adam Wiener (AUT)           | Áustria        | 2017 |
| 85.00       | Timmo Lilium (EST)          | Estônia        | 2008 |
| 84.25       | Dino Roguljic (SUI)         | Suíça          | 2005 |
| 83.69       | William Reinaud (USA)       | Estados Unidos | 2008 |
| 81.35       | Tom Day (UK)                | Reino Unido    | 2009 |
| 79.50       | Paweł Janicki (POL)         | Polônia        | 2019 |
| 74.20       | Johannes Heeb (LIE)         | Liechtenstein  | 2010 |
| 70.81       | Björn Forsberg (SWE)        | Suécia         | 2008 |
| 70.64       | Niels Kuper (NED)           | Países Baixos  | 2005 |
| 66.00       | Paul Aherne (ZIM)           | Zimbábue       | 2005 |
| 65.10       | Jay Coffee (NZL)            | Nova Zelândia  | 2009 |
| 62.35       | Mike Krischonas (AUS)       | Austrália      | 2006 |
| 61.58       | Särkijärvi Kyle (CAN)       | Canadá         | 2007 |
| 60.10       | Neil Rogers (SCO)           | Escócia        | 2009 |
| 52.85       | Ian Preddy (MEX)            | México         | 2006 |
| 44.34       | Tim Metzgen (BLZ)           | Belize         | 2006 |
| 43.59       | Dadonoc Juri (RUS)          | Rússia         | 2007 |
| 43.59       | Martin McCann (IRE)         | Irlanda        | 2005 |
| 14.30       | Rungtip Womgsathagun (THA)  | Tailândia      | 2003 |

### Melhores temporadas femininas
- (Atualizado em junho de 2019)

| Ano  | Distância | Atleta                  | Lugar        |
| ---- | --------- | ----------------------- | ------------ |
| 2000 | -         | -                       | -            |
| 2001 | -         | -                       | -            |
| 2002 | 20h35     |                         | Finlândia    |
| 2003 | -         | -                       | -            |
| 2004 | -         | -                       | -            |
| 2005 | 38,74     | Jan Singleton (GBR)     | Londres      |
| 2006 | 53,52     | Jan Singleton (GBR)     | Londres      |
| 2007 | 52.05     | Jan Singleton (GBR)     | Londres      |
| 2008 | 41,00     | Valeria Kadorova (EST)  | Estônia      |
| 2009 | 37,05     | Suvi Torikka (FIN)      | Savonlina    |
| 2010 | 48,50     | Stephanie Parusel (LIE) | Listenstaine |
| 2011 | 48.xx     | Netta Karvinen (FIN)    | Savonlina    |
| 2012 | 60,24     | Tereza Kopicová (CZE)   | Praga        |
| 2019 | 41,00     | Beata Iwanicka (POL)    | Przemysl     |

### As dez melhores arremessadoras femininas de todos os tempos
- (Atualizado em junho de 2019)

| Classificação | Marca | Atleta                  | Lugar        | Data                   |
| ------------- | ----- | ----------------------- | ------------ | ---------------------- |
| 1.            | 67,58 | Ivonne Wiener (AUT)     | Viena        | 23 de setembro de 2017 |
| 2.            | 60,24 | Tereza Kopicová (CZE)   | Praga        | 5 de junho de 2012     |
| 3.            | 54,68 | Kateřina Reehová (CZE)  | Praga        | 5 de junho de 2012     |
| 4.            | 53,52 | Jan Singleton (GBR)     | Londres      | 20 de agosto de 2006   |
| 5.            | 50,83 | Eija Laakso (FIN)       | Finlândia    | 26 de agosto de 2006   |
| 6.            | 48,50 | Stephanie Parusel (LIE) | Listenstaine | 23 de maio de 2010     |
| 7.            | 48.xx | Netta Karvinen (FIN)    | Finlândia    | 2011-08-19             |
| 8.            | 43,34 | Sari Säisänen (FIN)     | Finlândia    | 26 de agosto de 2006   |
| 9.            | 42,47 | Jonna Mattero (FIN)     | Finlândia    | 18 de agosto de 2012   |
| 10.           | 41,42 | Marke Krok (FIN)        | Finlândia    | 27 de agosto de 2005   |
| 11.           | 41,00 | Valeria Kadorova (EST)  | Estônia      | 23 de agosto de 2008   |
| 11.           | 41,00 | Beata Iwanicka (POL)    | Polônia      | 1 de junho de 2019     |
| 12.           | 40,94 | Elke Oosterlink (BEL)   | Bélgica      | 21 de julho de 2010    |
| 13.           | 39,75 | Lien Willekens (BEL)    | Bélgica      | 21 de julho de 2012    |

### Recordes nacionais femininos
- (Atualizado em junho de 2019)

| Distância | Atleta                    | País            | Ano  |
| --------- | ------------------------- | --------------- | ---- |
| 67,58     | Ivonne Wiener (AUT)       | Áustria         | 2017 |
| 60,28     | Tereza Kopicová (CZE)     | República Checa | 2012 |
| 53,52     | Jan Singleton (ENG)       | Inglaterra      | 2006 |
| 50,83     | Eija Laakso (FIN)         | Finlândia       | 2006 |
| 48,50     | Stephanie Parusel (LIE)   | Listenstaine    | 2010 |
| 41,00     | Valeria Kadorova (EST)    | Estônia         | 2008 |
| 40,94     | Elke Oosterlink (BEL)     | Bélgica         | 2010 |
| 39,65     | Jacqueline Roessler (GER) | Alemanha        | 2011 |
| 36,28     | Cecilie Krohn (NOR)       | Noruega         | 2006 |
| 34.09     | Gabriella Szekely (HUN)   | Hungria         | 2007 |
| 31,59     | Tanya van Schalkwyk (RSA) | África do Sul   | 2006 |
| 28.21     | Bec Hanson (AUS)          | Austrália       | 2006 |
| 27.11     | Tracey Belcourt (CAN)     | Canadá          | 2009 |
| 41,00     | Beata Iwanicka (POL)      | Polônia         | 2019 |
| 14,99     | Tilder Frolig (SWE)       | Suécia          | 2006 |

Fontes de registro: